# Luigi Castiglioni (botanico)
Luigi Castiglioni (Milano, 3 ottobre 1757 – Milano, 22 aprile 1832) è stato un botanico e politico italiano.

## Biografia
Secondo figlio del conte Ottavio Castiglioni (1726-1760) e di Teresa Verri (1733-1761), sorella di Pietro Verri, Luigi Castiglioni mostrò subito, al pari del fratello maggiore Alfonso, un grande interesse per la botanica. Mentre il fratello perseguì una carriera nella vita politica e nella cura degli affari di famiglia, Luigi ebbe modo di fare numerosi viaggi di istruzione.
Nel 1785 si imbarcò diretto negli Stati Uniti dove rimase per due anni visitando gran parte del territorio della neonata confederazione e del Canada. Dagli appunti di questo viaggio trasse il materiale per la redazione de Viaggio negli Stati Uniti dell'America settentrionale fatto negli anni 1785, 1786, e 1787, sua opera principale.
A lui si deve l'introduzione in Europa di numerose specie fino ad allora sconosciute tra cui la robinia. 
Nel 1790 inserì negli Opuscoli scelti editi da Carlo Amoretti e Francesco Soave un Transunto delle osservazioni sui vegetabili dell'America settentrionale, l'anno successivo, in collaborazione col fratello, iniziò la pubblicazione de Storia delle piante forestiere le più importanti nell'uso medico ed economico in quattro volumi.
Si occupò anche della traduzione di alcuni testi latini di agronomia oltre ad effettuare colture sperimentali nei giardini di Mozzate. Fu deputato della Repubblica Cisalpina.
Morì a Milano il 22 aprile del 1832, i suoi resti si trovano nel famedio del Cimitero monumentale.
A lui è intitolato l'istituto di istruzione superiore statale "Luigi Castiglioni" di Limbiate, istituto tecnico e professionale agrario.

## Opere
- Viaggio negli Stati Uniti dell'America settentrionale, vol. 1, Milano, Giuseppe Marelli, 1790.
- Viaggio negli Stati Uniti dell'America settentrionale, vol. 2, Milano, Giuseppe Marelli, 1790.
- Storia delle piante forestiere le più importanti nell'uso medico ed economico, Milano, Giuseppe Marelli, 1791.